# Liste de châteaux de l'Oise
Cet article recense de manière non exhaustive les châteaux (de défense ou d'agrément), maisons fortes, mottes castrales, situés dans le département français de l'Oise. Il est fait état des inscriptions et classements au titre des monuments historiques, ainsi que de l'inscription au pré-inventaire des jardins remarquables.

## Liste
| Icône            | Signification    | Abréviations             | Abréviations                  | Abréviations             | Abréviations           |
| ---------------- | ---------------- | ------------------------ | ----------------------------- | ------------------------ | ---------------------- |
| Château fort     | Château fort     | = Bastide                | = Ferme fortifiée             | = Maison forte           | = (Néo-)Palladianisme  |
| Renaissance      | Renaissance      | = Château gascon         | = Folie (montpelliéraine)     | = Manoir, Gentilhommière | = Résidence épiscopale |
| Domaine viticole | Domaine viticole | = Classicisme, classique | = Forteresse, fort(ification) | = Maison (noble)         | = Style Beaux-Arts     |
| Palais           | Palais           | = Commanderie            | = Gothique (flamboyant)       | = Néo-baroque            | = Style Second Empire  |
| Ruine ou disparu | Ruine, disparu   | = Château pinardier      | = Hôtel particulier           | = Néo-classique          | = Style italianisant   |
|                  |                  | = Demeure seigneuriale   | ... = Style Louis XII...XVI   | = Néo-gothique           | = Style troubadour     |
|                  |                  | = Éclectisme             | = Logis (seigneurial)         | = Néo-Renaissance        | = Villa (de Nice)      |
| Baroque, rococo  | Baroque, rococo  | = Édifice religieux      | = Motte castrale/féodale      | = Pavillon de chasse     | = Styles du XXe siècle |

| Type                                                                               | Château                                                   | Commune                               | Protection                                                                                                 | Notes                                                                            | Coordonnées                 | Illustration |
| ---------------------------------------------------------------------------------- | --------------------------------------------------------- | ------------------------------------- | --- | -------------------------------------------------------------------------------- | --------------------------- | ------------ |
| Classicisme, classique                                                             | Château d'Achy                                            | Achy                                  | Notice no IA60001359                                                                                       | 1730, maisons de vacances de l'association des Petits frères des pauvres         | 49° 33′ 11″ N, 1° 58′ 30″ E |              |
| Classicisme, classique                                                             | Château d'Acy                                             | Acy-en-Multien                        | | 1720                                                                             | 49° 06′ 25″ N, 2° 57′ 11″ E |              |
| Château fort · Renaissance                                                         | Château d'Alincourt                                       | Parnes                                | Classé MH (1944) · Notice no PA00114801 · Notice no IA60001527                                             | XVe et XVIIe siècles                                                             | 49° 11′ 10″ N, 1° 45′ 32″ E |              |
| Pavillon de chasse                                                                 | Château d'Andeville                                       | Andeville                             | | XVIIIe siècle, mairie                                                            | 49° 15′ 32″ N, 2° 09′ 44″ E |              |
| Château fort · Ruine ou disparu                                                    | Ancien château d'Ansacq                                   | Ansacq                                | | IXe siècle                                                                       | 49° 20′ 34″ N, 2° 21′ 20″ E |              |
| Renaissance                                                                        | Nouveau château d'Ansacq                                  | Ansacq                                | Notice no IA60001239                                                                                       | XVe siècle, salle de réception Château des saules                                | 49° 20′ 17″ N, 2° 21′ 09″ E |              |
| Néo-classique                                                                      | Château d'Anserville                                      | Anserville                            | Inscrit MH (1990) · Notice no PA00114981                                                                   | XVIIIe et XIXe siècles                                                           | 49° 13′ 38″ N, 2° 12′ 28″ E |              |
| Renaissance                                                                        | Château d'Aramont                                         | Verberie                              | | avant 1639, mairie                                                               | 49° 18′ 35″ N, 2° 43′ 28″ E |              |
| Style Second Empire                                                                | Château Arthus                                            | Aumont-en-Halatte                     | | après 1860                                                                       | 49° 13′ 49″ N, 2° 33′ 31″ E |              |
| Classicisme, classique                                                             | Château d'Auchy                                           | Villers-sur-Auchy                     | | 1760                                                                             | 49° 28′ 53″ N, 1° 46′ 40″ E |              |
| Renaissance                                                                        | Château d'Auger                                           | Auger-Saint-Vincent                   | |                                                                                  | 49° 12′ 57″ N, 2° 48′ 31″ E |              |
| Château fort · Classicisme, classique                                              | Château d'Auteuil                                         | Berneuil-en-Bray                      | Inscrit MH (2007) · Notice no PA60000069                                                                   | Moyen Âge, XVIIe et XIXe siècles                                                 | 49° 20′ 55″ N, 2° 04′ 40″ E |              |
| Classicisme, classique                                                             | Château d'Auvillers                                       | Neuilly-sous-Clermont                 | | Antérieur au XVe siècle                                                          | 49° 21′ 26″ N, 2° 23′ 45″ E |              |
| Maison forte · Style Louis XIV                                                     | Château de Bailleul-sur-Thérain                           | Bailleul-sur-Thérain                  | Inscrit MH (1961) · Notice no PA00114492                                                                   | XIVe et XVIIIe siècles                                                           | 49° 23′ 04″ N, 2° 12′ 49″ E |              |
|                                                                                    | Château de Bains                                          | Boulogne-la-Grasse                    | | 1890                                                                             | 49° 36′ 00″ N, 2° 40′ 54″ E |              |
|                                                                                    | Château de Baron                                          | Baron                                 | |                                                                                  | 49° 10′ 27″ N, 2° 43′ 46″ E |              |
| Édifice religieux · Classicisme, classique                                         | Château de Bayser                                         | Compiègne                             | Inscrit MH (1947, 1949) · Notice no PA00114604                                                             | XVIIe et XIXe siècles, crèche municipale, anciennement abbaye de Royallieu       | 49° 23′ 57″ N, 2° 48′ 09″ E |              |
|                                                                                    | Château de Beaufresne                                     | Le Mesnil-Théribus                    | Notice no IA60001289                                                                                       | XVIIIe siècle, centre de formation                                               |                             |              |
| Manoir, gentilhommière                                                             | Manoir de Beaulieu-le-Vieux                               | Baron                                 | Classé MH (1982) · Inscrit MH (1982) · Notice no PA00114497                                                | XVIe et XVIIe siècles, XVIIIe siècle                                             | 49° 12′ 11″ N, 2° 44′ 06″ E |              |
| Château fort · Ruine ou disparu                                                    | Château féodal de Beaulieu-les-Fontaines                  | Beaulieu-les-Fontaines                | |                                                                                  |                             |              |
| Château fort · Renaissance                                                         | Château de Beaurepaire                                    | Beaurepaire                           | Inscrit MH (1978) · Notice no PA00114498                                                                   | XIIIe et XVIe siècles, XVIIe et XIXe siècles                                     | 49° 17′ 53″ N, 2° 33′ 54″ E |              |
| Château fort · Palais · Résidence épiscopale                                       | Palais épiscopal de Beauvais                              | Beauvais                              | Classé MH (1862) · Notice no PA00114516                                                                    | XIIe siècle, MUDO - Musée de l'Oise                                              | 49° 25′ 58″ N, 2° 04′ 49″ E |              |
|                                                                                    | Château de Beauvoir                                       | Beauvoir                              | | XVIIIe siècle                                                                    |                             |              |
| Château fort · Classicisme, classique                                              | Château de Béhéricourt                                    | Béhéricourt                           | Inscrit MH (1988) · Notice no PA00114519                                                                   | XIVe siècle, XVIIe et XIXe siècles                                               | 49° 35′ 45″ N, 3° 03′ 51″ E |              |
| Manoir, gentilhommière · Renaissance                                               | Château de Bellinglise                                    | Élincourt-Sainte-Marguerite           | « Photo », notice no APD0002771                                                                            | Moyen Âge, XVIe siècle, salle de séminaires                                      | 49° 32′ 08″ N, 2° 49′ 00″ E |              |
| Château fort · Renaissance                                                         | Château de Berneuil                                       | Berneuil-sur-Aisne                    | Inscrit MH (1949) · Notice no PA00114521                                                                   | Moyen Âge, XVIe siècle                                                           | 49° 24′ 52″ N, 3° 00′ 40″ E |              |
|                                                                                    | Château de Berthecourt                                    | Berthecourt                           | |                                                                                  |                             |              |
| Renaissance                                                                        | Château de Bertichères                                    | Chaumont-en-Vexin                     | Inscrit MH (1999) · Notice no PA60000034                                                                   | XVIe et XVIIe siècles, hôtel                                                     | 49° 16′ 12″ N, 1° 51′ 20″ E |              |
|                                                                                    | Château de Bertrandfosse                                  | Plailly                               | |                                                                                  |                             |              |
|                                                                                    | Château de Béthencourt                                    | Bailleval                             | |                                                                                  |                             |              |
|                                                                                    | Château de Betz                                           | Betz                                  | | 1913, Propriété de la famille royale marocaine depuis 1972                       |                             |              |
|                                                                                    | Château de Bois-Feuillette                                | Pontpoint                             | | 1903                                                                             |                             |              |
|                                                                                    | Château de la Boissière                                   | Borest                                | |                                                                                  |                             |              |
| Renaissance                                                                        | Château de Boissy-le-Bois                                 | La Corne-en-Vexin (Boissy-le-Bois)    | Inscrit MH (2002) · Notice no PA60000043                                                                   | XVIe siècle                                                                      | 49° 16′ 45″ N, 1° 56′ 29″ E |              |
|                                                                                    | Château des Bonshommes                                    | Choisy-au-Bac                         | | 1899, anciennement Château du Francport                                          |                             |              |
|                                                                                    | Château de Bonvillers                                     | Bonvillers                            | |                                                                                  |                             |              |
| Renaissance                                                                        | Château de Boran-sur-Oise                                 | Boran-sur-Oise                        | Inscrit MH (2007) · Notice no PA60000066 · Notice no IA60001247                                            | XVIe siècle, XVIIIe et XIXe siècles                                              | 49° 10′ 17″ N, 2° 21′ 42″ E |              |
|                                                                                    | Château de la Borde                                       | Sains-Morainvillers                   | |                                                                                  | 49° 35′ 26″ N, 2° 27′ 07″ E |              |
|                                                                                    | Château de la Borne-Blanche                               | Orry-la-Ville                         | | 1884, maison du Parc naturel régional Oise-Pays de France                        |                             |              |
|                                                                                    | Château du maréchal de Boufflers                          | Crillon                               | | XVIIe siècle                                                                     |                             |              |
|                                                                                    | Château du Boulleaume                                     | Lierville                             | |                                                                                  |                             |              |
|                                                                                    | Château de Bourneville                                    | Marolles                              | | XVIIIe siècle                                                                    |                             |              |
|                                                                                    | Château de Boursonne                                      | Boursonne                             | | Haras                                                                            |                             |              |
| Classicisme, classique                                                             | Château de Boury                                          | Boury-en-Vexin                        | Classé MH (1931) · Notice no PA00114545 · Notice no IA60001251                                             | 1685, visitable                                                                  | 49° 14′ 24″ N, 1° 44′ 21″ E |              |
|                                                                                    | Château de Boutencourt                                    | Boutencourt                           | |                                                                                  |                             |              |
| Château fort · Renaissance · Résidence épiscopale                                  | Château de Bresles                                        | Bresles                               | Inscrit MH (1986) · Notice no PA00114548 · Notice no IA60001253                                            | Moyen Âge, XVIe et XVIIIe siècles, mairie                                        | 49° 24′ 32″ N, 2° 15′ 09″ E |              |
|                                                                                    | Château de La Brévière                                    | Saint-Jean-aux-Bois                   | | Centre de formation FO                                                           |                             |              |
|                                                                                    | Château de Cappy                                          | Saint-Vaast-de-Longmont               | |                                                                                  |                             |              |
|                                                                                    | Château de Carlepont                                      | Carlepont                             | |                                                                                  |                             |              |
| Classicisme, classique · Édifice religieux                                         | Château de Chaalis                                        | Fontaine-Chaalis                      | Classé MH (1965) · Notice no PA00114690                                                                    | 1739                                                                             | 49° 08′ 53″ N, 2° 41′ 09″ E |              |
|                                                                                    | Château de Chambly                                        | Chambly                               | | XIXe siècle, salle de réception                                                  |                             |              |
| Château fort · Renaissance · Classicisme, classique · Baroque, rococo · Éclectisme | Château de Chantilly                                      | Chantilly                             | Classé MH (1988) · Inscrit MH (1988) · Notice no PA00114578 · Notice no IA60001205 · Notice no M5052       | Moyen Âge, XVIe et XVIIe siècles, XVIIIe et XIXe siècles, visitable, musée Condé | 49° 11′ 38″ N, 2° 29′ 09″ E |              |
|                                                                                    | Château de La Chapelle-en-Serval                          | La Chapelle-en-Serval                 | | 1620, divisé en appartements                                                     |                             |              |
|                                                                                    | Château Civet                                             | Saint-Maximin                         | | 1870                                                                             |                             |              |
| Château fort · Ruine ou disparu                                                    | Donjon de Clermont                                        | Clermont                              | Inscrit MH (1950) · Notice no PA00114598                                                                   | XIe et XIIe siècles                                                              | 49° 22′ 50″ N, 2° 25′ 08″ E |              |
| Palais · Néo-classique                                                             | Château de Compiègne                                      | Compiègne                             | Classé MH (1994) · Notice no PA00114635 · Notice no IA60001334                                             | XVIIIe et XIXe siècles, château royal, visitable                                 | 49° 25′ 09″ N, 2° 49′ 52″ E |              |
|                                                                                    | Château de la marquise Conflans d'Armentières             | Songeons                              | | 1720                                                                             |                             |              |
| Renaissance                                                                        | Château de Corbeil-Cerf                                   | Corbeil-Cerf                          | Classé MH (1966) · Notice no PA00114642 · Notice no IA60001264                                             | XVIe et XVIIe siècles                                                            |                             |              |
| Château fort · Ruine ou disparu                                                    | Château de Courcelles-lès-Gisors                          | Courcelles-lès-Gisors                 | Inscrit MH (1998) · Notice no PA60000016                                                                   | XIe siècle                                                                       |                             |              |
|                                                                                    | Château de Coutance                                       | Neuilly-sous-Clermont                 | Notice no IA60001297                                                                                       | détruit au XIXe siècle                                                           |                             |              |
|                                                                                    | Château de Coye-la-Forêt                                  | Coye-la-Forêt                         | Inscrit MH (2002) · Notice no PA60000046                                                                   | XVIIIe siècle                                                                    |                             |              |
|                                                                                    | Château des seigneurs de Crécy                            | Saint-Sulpice                         | | XVIe siècle                                                                      |                             |              |
|                                                                                    | Château de Creil                                          | Creil                                 | Classé MH (1923) · Notice no PA00114652 · Notice no IA                                                     | XIIIe siècle, vestiges, musée Gallé-Juillet                                      |                             |              |
| Ruine ou disparu                                                                   | Château de Cressonsacq                                    | Cressonsacq                           | Inscrit MH (1949) · Notice no PA00114668                                                                   | XIIIe siècle                                                                     |                             |              |
|                                                                                    | Château de Crèvecœur-le-Grand                             | Crèvecœur-le-Grand                    | Inscrit MH (1959) · Notice no PA00114669 · Notice no IA60001398                                            | XVIe siècle, mairie                                                              |                             |              |
|                                                                                    | Château de Cuise                                          | Cuise-la-Motte                        | Inscrit MH (1986) · Notice no PA00114672 · Notice no IA60001402                                            | XIVe siècle                                                                      |                             |              |
|                                                                                    | Château de Cuts                                           | Cuts                                  | | 1636 reconstruit en 1926                                                         |                             |              |
|                                                                                    | Château de Cuvilly                                        | Cuvilly                               | |                                                                                  |                             |              |
|                                                                                    | Château de la Douye                                       | Béthisy-Saint-Pierre                  | Inscrit MH (1949) · Notice no PA00114528                                                                   | XIVe siècle                                                                      |                             |              |
|                                                                                    | Château d'Écuvilly                                        | Écuvilly                              | |                                                                                  |                             |              |
|                                                                                    | Château de l'Épine                                        | Warluis                               | Inscrit MH (2012) · Notice no PA60000083 · Notice no IA60001551                                            | XVIIe et XIXe siècles                                                            |                             |              |
|                                                                                    | Château des Érables                                       | Précy-sur-Oise                        | | Propriété municipale                                                             |                             |              |
|                                                                                    | Château d'Ercuis                                          | Ercuis                                | | 1837, Racheté en 2009 par l'église évangélique coréenne.                         |                             |              |
|                                                                                    | Château d'Ermenonville (Domaine de Jean-Jacques-Rousseau) | Ermenonville                          | Inscrit MH (1930, 1989) · Classé MH (1989) · Notice no PA00114678 · Notice no IA60001210                   | XVIIIe siècle, hôtel                                                             |                             |              |
|                                                                                    | Château de Esches                                         | Esches                                | | XVIIIe siècle, mairie                                                            |                             |              |
|                                                                                    | Château d'Esquennoy                                       | Esquennoy                             | |                                                                                  |                             |              |
|                                                                                    | Château d'Essuiles                                        | Essuiles                              | | XVe siècle                                                                       |                             |              |
|                                                                                    | Château des Étournelles                                   | Breuil-le-Sec                         | Inscrit MH (2004) · Notice no PA60000060                                                                   | XVIIIe siècle                                                                    |                             |              |
|                                                                                    | Château de Fay-les-Étangs                                 | Fay-les-Étangs                        | |                                                                                  |                             |              |
|                                                                                    | Château de Faÿ-sous-Bois                                  | Saint-Félix                           | |                                                                                  |                             |              |
|                                                                                    | Château du Fayel                                          | Le Fayel                              | Inscrit MH (1947, 1980) · Notice no PA00114683 · Notice no IA60001340                                      | 1650                                                                             |                             |              |
|                                                                                    | Tours de Fécamp                                           | Pontpoint                             | Classé MH (1920) · Notice no PA00114815                                                                    | XIVe siècle                                                                      |                             |              |
|                                                                                    | Château de Fillerval                                      | Thury-sous-Clermont                   | Notice no IA60001542                                                                                       | XVIIIe siècle, centre de formation de l'Institut français de gestion             |                             |              |
|                                                                                    | Château de Fitz-James                                     | Fitz-James                            | Notice no IA60001268                                                                                       |                                                                                  |                             |              |
|                                                                                    | Château de Flambermont                                    | Saint-Martin-le-Nœud                  | Inscrit MH (2007, 2012) · Notice no PA60000067 · Notice no IA60001353                                      | XVIIIe siècle                                                                    |                             |              |
|                                                                                    | Château de Fontaine                                       | Fontaine-Chaalis                      | | XIXe siècle                                                                      |                             |              |
|                                                                                    | Château des Fontaines                                     | Gouvieux                              | Inscrit MH (1999) · Notice no PA60000025                                                                   | XIXe siècle, lieu de séminaires Capgemini                                        |                             |              |
|                                                                                    | Château de Fosseuse                                       | Fosseuse                              | Inscrit MH (1992) · Notice no PA00114993 · Notice no IA60001273                                            | entre 1568 et 1583                                                               |                             |              |
| Ruine ou disparu                                                                   | Château de Fresneaux-Montchevreuil                        | Fresneaux-Montchevreuil               | Inscrit MH (1983) · Notice no PA00114696 · Notice no IA60001274                                            | XVe siècle                                                                       |                             |              |
|                                                                                    | Château de Gannes                                         | Gannes                                | |                                                                                  |                             |              |
|                                                                                    | Château de Geresme                                        | Crépy-en-Valois                       | | Propriété municipale, parc visitable                                             |                             |              |
|                                                                                    | Château de Gilocourt                                      | Gilocourt                             | |                                                                                  |                             |              |
|                                                                                    | Château de Glaignes                                       | Glaignes                              | | 1882                                                                             |                             |              |
|                                                                                    | Château de la Guesdière                                   | Saint-Leu-d'Esserent                  | | XVIIe siècle, mairie                                                             |                             |              |
|                                                                                    | Château d'Hannaches                                       | Hannaches                             | Inscrit MH (1987) · Classé MH (1991) · Notice no PA00114710 · Notice no IA60001423                         | XVe siècle                                                                       |                             |              |
|                                                                                    | Château d'Hémévillers                                     | Hémévillers                           | |                                                                                  |                             |              |
|                                                                                    | Château d'Hénonville                                      | Hénonville                            | Classé MH (1960) · Notice no PA00114712 · Notice no IA60001277                                             | XVIIIe siècle, visitable périodiquement                                          |                             |              |
|                                                                                    | Château d'Hondanville                                     | Hondainville                          | | 1780                                                                             |                             |              |
|                                                                                    | Château de La Houssoye                                    | La Houssoye                           | | XVIIIe siècle                                                                    |                             |              |
| Manoir, gentilhommière · Renaissance                                               | Manoir d'Huleux                                           | Néry                                  | Classé MH (1971) · Notice no PA00114772                                                                    | XVIe siècle                                                                      | 49° 15′ 34″ N, 2° 45′ 22″ E |              |
|                                                                                    | Château d'Ivors                                           | Ivors                                 | Classé MH (1977) · Notice no PA00114718                                                                    | XVIIe siècle                                                                     |                             |              |
| Ruine ou disparu                                                                   | Tour Jeanne-d'Arc (et ancienne enceinte de la ville)      | Compiègne                             | Inscrit MH (1927, 1930) · Classé MH (1931) · Notice no PA00114640 · Notice no PA00114610                   | XIIe siècle                                                                      |                             |              |
|                                                                                    | Château de Jonval                                         | Pierrefonds                           | Notice no IA60001461                                                                                       |                                                                                  |                             |              |
|                                                                                    | Château Khardys                                           | Montataire                            | |                                                                                  |                             |              |
|                                                                                    | Château de Lamberval                                      | Fresnoy-en-Thelle                     | | XIXe siècle, chambres d'hôtes                                                    |                             |              |
|                                                                                    | Château de Lamorlaye                                      | Lamorlaye                             | | XIIIe siècle, mairie                                                             |                             |              |
| Ruine ou disparu                                                                   | Château de Larbroye                                       | Larbroye                              | |                                                                                  |                             |              |
|                                                                                    | Château de Lattainville                                   | Lattainville                          | |                                                                                  |                             |              |
|                                                                                    | Château de Laversine                                      | Saint-Maximin                         | | XIXe siècle, lycée professionnel                                                 |                             |              |
| Classicisme, classique                                                             | Château de Liancourt                                      | Liancourt                             | | XVIIIe siècle                                                                    |                             |              |
|                                                                                    | Château de Lihus                                          | Lihus                                 | | XVIIIe siècle                                                                    |                             |              |
|                                                                                    | Château de Longueil-Sainte-Marie                          | Longueil-Sainte-Marie                 | Inscrit MH (1949) · Notice no PA00114731                                                                   | XVIe siècle                                                                      |                             |              |
|                                                                                    | Château de Lormaison                                      | Lormaison                             | | XIXe siècle, mairie                                                              |                             |              |
|                                                                                    | Château de la Mothe                                       | Béthisy-Saint-Martin                  | Inscrit MH (1986) · Notice no PA00114525                                                                   | XVIIe siècle                                                                     |                             |              |
|                                                                                    | Château du Ménillet                                       | Bornel                                | |                                                                                  |                             |              |
|                                                                                    | Château Mont-Royal                                        | La Chapelle-en-Serval                 | | 1907, hôtel                                                                      |                             |              |
| Ruine ou disparu                                                                   | Château Mennechet                                         | Chiry-Ourscamp                        | Inscrit MH (2011, 2011) · Notice no PA60000081                                                             | 1881                                                                             |                             |              |
|                                                                                    | Château de Montvillargenne                                | Gouvieux                              | | XXe siècle, hôtel                                                                |                             |              |
|                                                                                    | Château de Morainval                                      | Heilles                               | Notice no IA60001276                                                                                       |                                                                                  |                             |              |
|                                                                                    | Château de Maignelay                                      | Maignelay-Montigny                    | Inscrit MH (2004) · Notice no PA60000056 · Notice no IA60001440                                            | XIIIe siècle                                                                     |                             |              |
|                                                                                    | Châteaux de Mello                                         | Mello                                 | Inscrit MH (1989) · Notice no PA00114742 · Notice no IA60001287                                            | XVe siècle, lieu de séminaires                                                   |                             |              |
| Ruine ou disparu                                                                   | Château de Méru                                           | Méru                                  | |                                                                                  |                             |              |
|                                                                                    | Château du Meux                                           | Le Meux                               | Inscrit MH (1977) · Notice no PA00114747 · Notice no IA60001341                                            | 1637                                                                             |                             |              |
|                                                                                    | Château de Moliens                                        | Moliens                               | | XIXe siècle                                                                      |                             |              |
|                                                                                    | Château de Monchy-Saint-Éloi                              | Monchy-Saint-Éloi                     | | 1852                                                                             |                             |              |
| Château fort                                                                       | Château de Montataire                                     | Montataire                            | | XIIe siècle, visitable périodiquement, lieu de réceptions                        |                             |              |
| Ruine ou disparu                                                                   | Château de Montépilloy                                    | Montépilloy                           | Classé MH (1963) · Notice no PA00114753                                                                    | XIIIe siècle, visitable périodiquement                                           |                             |              |
|                                                                                    | Château de Montherlant                                    | Montherlant                           | Inscrit MH (2003) · Notice no PA60000050 · Notice no IA60001294                                            | XVIIe siècle                                                                     |                             |              |
|                                                                                    | Château de Mont-l'Évêque                                  | Mont-l'Évêque                         | Inscrit MH (1989) · Notice no PA00114977                                                                   | XVe siècle, visite extérieure libre                                              |                             |              |
| Renaissance · Ruine ou disparu                                                     | Château de Montchevreuil                                  | Montchevreuil                         | Inscrit MH (1983) · Notice no PA00114696 · Notice no IA60001274                                            | XVIe et XVIIe siècles, XIXe siècle                                               | 49° 17′ 08″ N, 2° 00′ 35″ E |              |
| Ruine ou disparu                                                                   | Château fortifié de Montreuil                             | Montreuil-sur-Brêche                  | |                                                                                  |                             |              |
|                                                                                    | Château de Mortefontaine                                  | Mortefontaine                         | Inscrit MH (2004) · Notice no PA60000057 · Notice no IA60001215                                            | XVIIe siècle                                                                     |                             |              |
| Ruine ou disparu                                                                   | Tour carrée de Montmélian                                 | Mortefontaine                         | | début XIIIe siècle                                                               |                             |              |
| Château fort                                                                       | Château de Mouchy-le-Châtel                               | Mouchy-le-Châtel                      | Inscrit MH (2009) · Notice no PA60000079 · Notice no IA60001296                                            | XIIe siècle                                                                      |                             |              |
|                                                                                    | Château de Marivaux                                       | Saint-Crépin-Ibouvillers              | | XIXe siècle                                                                      |                             |              |
|                                                                                    | Château de Monceaux                                       | Saint-Omer-en-Chaussée                | Classé MH (1970) · Notice no PA00114870 · Notice no IA60001354                                             | 1763                                                                             |                             |              |
|                                                                                    | Château du Mont Cornon                                    | Trumilly                              | |                                                                                  |                             |              |
|                                                                                    | Château du Mont-Renaud                                    | Passel                                | | XIVe siècle                                                                      |                             |              |
| Maison forte                                                                       | Château de la Mabonnerie                                  | Verberie                              | | XIVe siècle, maison forte                                                        |                             |              |
|                                                                                    | Château de Mercastel                                      | Villers-Vermont                       | Inscrit MH (1966) · Notice no PA00114965 · Notice no IA60001501                                            | XVIIIe siècle                                                                    |                             |              |
| Ruine ou disparu                                                                   | Château de Merlemont                                      | Warluis                               | Inscrit MH (1979, 2020) · Notice no PA00114973 · Notice no IA60001330                                      | XIIIe siècle                                                                     |                             |              |
|                                                                                    | Château de Nampcel                                        | Nampcel                               | Notice no IA60001454                                                                                       | Maison de retraite                                                               |                             |              |
|                                                                                    | Château de Nanteuil                                       | Nanteuil-le-Haudouin                  | | détruit en 1794                                                                  |                             |              |
|                                                                                    | Château de Neuville-Bosc                                  | Neuville-Bosc                         | | XVIIIe siècle                                                                    |                             |              |
|                                                                                    | Château de Nivillers                                      | Nivillers                             | | 1739, centre d'action éducative et sociale                                       |                             |              |
|                                                                                    | Château de Nointel                                        | Nointel                               | Notice no IA60001454                                                                                       | 1904                                                                             |                             |              |
| Résidence épiscopale · Renaissance                                                 | Palais épiscopal de Noyon                                 | Noyon                                 | Classé MH (1886) · Notice no PA00114787 · Notice no IA00049496 · Notice no IA60001459 · Notice no M0807    | XVIe siècle, musée                                                               |                             |              |
|                                                                                    | Château d'Offemont                                        | Saint-Crépin-aux-Bois                 | Classé MH (1962) · Inscrit MH (1963) · Notice no PA00114852 · Notice no IA60001352                         | XVe siècle                                                                       |                             |              |
|                                                                                    | Château d'Ognon                                           | Ognon                                 | Inscrit MH (1990) · Notice no PA00114982 · Notice no IA60001219                                            | XVIIe siècle, démoli en 1957 suite incendie                                      |                             |              |
|                                                                                    | Château d'Orrouy                                          | Orrouy                                | Inscrit MH (1989) · Notice no PA00114978 · Notice no IA60001345                                            | XVe siècle                                                                       |                             |              |
|                                                                                    | Château de l'Ortois                                       | Jaulzy                                | Inscrit MH (2004) · Notice no PA60000055                                                                   | XVIe siècle                                                                      |                             |              |
| Château fort · Style troubadour                                                    | Château de Pierrefonds                                    | Pierrefonds                           | Classé MH (1862, 2021) · Notice no PA00114803 · Notice no IA60001347 · Notice no DN00000011                | XIVe et XIXe siècles, visitable                                                  | 49° 20′ 49″ N, 2° 58′ 49″ E |              |
|                                                                                    | Château de Plainval                                       | Plainval                              | | XVIe siècle                                                                      |                             |              |
|                                                                                    | Château du Plessis-Brion                                  | Le Plessis-Brion                      | Inscrit MH (1946) · Classé MH (1991) · Notice no PA00114811 · Notice no IA60001464                         | XVIe siècle, visitable périodiquement                                            |                             |              |
|                                                                                    | Château du Plessis-Chamant                                | Chamant                               | Notice no IA60001505                                                                                       | XVIIIe et XIXe siècles, détruit en 1960                                          |                             |              |
| Renaissance · Ruine ou disparu                                                     | Château de Plessis-de-Roye                                | Plessis-de-Roye                       | Notice no IA60001465 « Photo », notice no 00183016                                                         | XVe siècle                                                                       | 49° 34′ 36″ N, 2° 49′ 42″ E |              |
|                                                                                    | Château du Ply                                            | Thérines                              | | XVIIe siècle                                                                     |                             |              |
|                                                                                    | Château de Ponchon                                        | Ponchon                               | |                                                                                  |                             |              |
|                                                                                    | Château de Pondron                                        | Fresnoy-la-Rivière                    | |                                                                                  |                             |              |
|                                                                                    | Château de Pontarmé                                       | Pontarmé                              | Inscrit MH (1986) · Notice no PA00114814 · Notice no IA60001513                                            | XIIIe siècle, lieu de réceptions                                                 |                             |              |
| Ruine ou disparu                                                                   | Château de Pontavesne                                     | Montherlant                           | Notice no IA60001295                                                                                       |                                                                                  |                             |              |
|                                                                                    | Château de Pouilly                                        | Pouilly                               | Notice no IA60001528                                                                                       | XVIIIe siècle, remanié au XIXe siècle                                            |                             |              |
|                                                                                    | Château Prat                                              | La Croix Saint-Ouen                   | | XIXe siècle                                                                      |                             |              |
|                                                                                    | Château de Précy-sur-Oise                                 | Précy-sur-Oise                        | | XIXe siècle, lieu de réceptions                                                  |                             |              |
|                                                                                    | Château Primet                                            | Pont-Sainte-Maxence                   | | XIXe siècle                                                                      |                             |              |
|                                                                                    | Château de Pronleroy                                      | Pronleroy                             | Inscrit MH (1949) · Notice no PA00114821 · Notice no IA60001349                                            | 1750                                                                             |                             |              |
|                                                                                    | Château de Puiseux-le-Hauberger                           | Puiseux-le-Hauberger                  | Inscrit MH (1986) · Notice no PA00114823 · Notice no IA60001530                                            | 1610                                                                             |                             |              |
|                                                                                    | Château de Raray                                          | Raray                                 | Classé MH (1924, 1983) · Inscrit MH (1949, 1967) · Notice no PA00114826                                    | XVIe et XVIIe siècles                                                            |                             |              |
|                                                                                    | Château de Ravenel                                        | Ravenel                               | Notice no IA60001470                                                                                       | XVIIIe siècle                                                                    |                             |              |
|                                                                                    | Château de Rebetz                                         | Chaumont-en-Vexin                     | | XIXe siècle                                                                      | 49° 16′ 03″ N, 1° 53′ 53″ E |              |
|                                                                                    | Château de Reilly                                         | Reilly                                | | XIXe siècle                                                                      |                             |              |
|                                                                                    | Château de la Reine Blanche                               | Coye-la-Forêt                         | Classé MH (1989, 2014) · Notice no PA00114650                                                              | XIIIe siècle                                                                     |                             |              |
|                                                                                    | Château de Ribécourt-Dreslincourt                         | Ribécourt-Dreslincourt                | | XVIe siècle                                                                      |                             |              |
|                                                                                    | Château de Rieux                                          | Rieux                                 | |                                                                                  |                             |              |
|                                                                                    | Château de Rivecourt                                      | Rivecourt                             | Notice no IA60001472                                                                                       |                                                                                  |                             |              |
|                                                                                    | Château de Roberval                                       | Roberval                              | Inscrit MH (1993) · Notice no PA00125665 · Notice no IA60001224                                            | XVIIIe siècle                                                                    |                             |              |
|                                                                                    | Château de la Rochefoucauld                               | Liancourt                             | Inscrit MH (1930) · Notice no PA00114729                                                                   | XVIIIe siècle, divisé en appartements ; médiathèque                              |                             |              |
|                                                                                    | Château du Roi Jean                                       | Béthisy-Saint-Pierre                  | Inscrit MH (1949) · Notice no PA00114528                                                                   | XIVe siècle                                                                      |                             |              |
|                                                                                    | Château Saint-Aubin                                       | Crépy-en-Valois                       | Inscrit MH (1926) · Notice no PA00114656                                                                   | Xe siècle, musée de l'Archerie et du Valois                                      |                             |              |
|                                                                                    | Château de Saint-Corneille                                | Verberie                              | |                                                                                  |                             |              |
|                                                                                    | Château de Saint-Cyr                                      | Lavilletertre                         | Inscrit MH (1969) · Notice no PA00114726                                                                   | XVIIe siècle                                                                     |                             |              |
|                                                                                    | Château Saint-Firmin                                      | Vineuil-Saint-Firmin                  | Inscrit MH (1988) · Notice no PA00114966                                                                   | fin XVIIIe siècle, fait partie du domaine de Chantilly                           |                             |              |
|                                                                                    | Manoir Saint-Germain                                      | Verberie                              | Inscrit MH (1949) · Notice no PA00114945                                                                   | fin XIVe siècle / 1550                                                           |                             |              |
| Château fort                                                                       | Château de Saint-Just                                     | Belle-Église                          | Notice no IA60001244                                                                                       | XIIe siècle, hôtel                                                               |                             |              |
|                                                                                    | Château de Saint-Remy-en-l'Eau                            | Saint-Remy-en-l'Eau                   | Inscrit MH (1987) · Notice no PA00114874 · Notice no IA60001355                                            | XVIIIe siècle                                                                    |                             |              |
|                                                                                    | Château de Saint-Sauveur                                  | Esquennoy                             | | XVIIIe siècle                                                                    |                             |              |
|                                                                                    | Château de Sainte-Claire                                  | Berneuil-sur-Aisne                    | | XIXe siècle                                                                      |                             |              |
|                                                                                    | Château de Saintines                                      | Saintines                             | Inscrit MH (1951) · Notice no PA00114878 · Notice no IA60001480                                            | 1513                                                                             |                             |              |
|                                                                                    | Château de Sandricourt                                    | Amblainville                          | Inscrit MH (1991) · Notice no PA00114990                                                                   | XIXe siècle                                                                      |                             |              |
| Renaissance · Ruine ou disparu                                                     | Château de Sarcus                                         | Nogent-sur-Oise                       | Inscrit MH (1929) · Notice no PA00114780 · Notice no IA60001300                                            | 1523, façade seulement                                                           | 49° 16′ 15″ N, 2° 28′ 00″ E |              |
| Renaissance · Ruine ou disparu                                                     | Château de Sarcus                                         | Pouilly                               | Inscrit MH (1999) · Notice no PA60000022                                                                   | XVIe siècle, dans le parc du château de Pouilly                                  | 49° 16′ 06″ N, 2° 01′ 41″ E |              |
|                                                                                    | Château de Sarcus                                         | Sarcus                                | Notice no IA60001484                                                                                       | XIXe siècle                                                                      | 49° 41′ 09″ N, 1° 51′ 56″ E |              |
| Classicisme, classique                                                             | Château de Séchelles                                      | Cuvilly                               | Notice no IA60001337                                                                                       | XVIIIe siècle                                                                    | 49° 33′ 05″ N, 2° 42′ 42″ E |              |
|                                                                                    | Château royal de Senlis                                   | Senlis                                | Classé MH (1862, 1995) · Inscrit MH (1987) · Notice no PA00114885 · Notice no IA60001571                   | Xe siècle                                                                        |                             |              |
|                                                                                    | Château de Serans                                         | Serans                                | Inscrit MH (1997) · Notice no PA60000008 · Notice no IA60001536                                            | XIXe siècle, lieu de réceptions                                                  |                             |              |
|                                                                                    | Château de Sérifontaine                                   | Sérifontaine                          | | XVIIe siècle                                                                     |                             |              |
|                                                                                    | Château de Sorel                                          | Orvillers-Sorel                       | | 1650                                                                             |                             |              |
|                                                                                    | Château du Soupiseau                                      | Saint-Sauveur                         | |                                                                                  |                             |              |
|                                                                                    | Château de Sous-Rivière                                   | Cramoisy                              | |                                                                                  |                             |              |
|                                                                                    | Château de la Tache (de Cannettecourt)                    | Breuil-le-Vert                        | Notice no IA60001256                                                                                       |                                                                                  |                             |              |
|                                                                                    | Château de Tartigny                                       | Tartigny                              | Inscrit MH (1998) · Notice no PA60000010 · Notice no IA60001357                                            | XVIe siècle                                                                      |                             |              |
|                                                                                    | Château de Théribus                                       | Jouy-sous-Thelle / Le Mesnil-Théribus | Inscrit MH (2007) · Notice no PA60000070 · Notice no PA60000071 · Notice no IA60001290                     | XVIIe siècle                                                                     |                             |              |
| Ruine ou disparu                                                                   | Château de Thiers-sur-Thève                               | Thiers-sur-Thève                      | Classé MH (1862) · Notice no PA00114919                                                                    | XIIIe siècle                                                                     |                             |              |
|                                                                                    | Château du Tillet                                         | Cires-lès-Mello                       | Inscrit MH (2008) · Notice no PA60000077 · Notice no IA60001262                                            | XXe siècle                                                                       |                             |              |
| Styles xxe siècle                                                                  | Château de la Tour                                        | Gouvieux                              | | XXe siècle, hôtels et restaurants                                                | 49° 11′ 39″ N, 2° 25′ 31″ E |              |
|                                                                                    | Château de Tourly                                         | Tourly                                | |                                                                                  |                             |              |
|                                                                                    | Château de Tracy-le-Val                                   | Tracy-le-Val                          | |                                                                                  |                             |              |
|                                                                                    | Château de Trie (de Trye)                                 | Trie-Château                          | Classé MH (1956) · Notice no PA00114925 · Notice no IA60001543                                             | XVIe siècle, mairie                                                              |                             |              |
|                                                                                    | Château de Troissereux                                    | Troissereux                           | Classé MH (1983) · Notice no PA00114931 · Notice no IA60001358                                             | XVe siècle, visitable                                                            |                             |              |
|                                                                                    | Château de Troussencourt                                  | Troussencourt                         | |                                                                                  |                             |              |
|                                                                                    | Château de Troussures                                     | Troussures                            | | fin XIXe siècle                                                                  |                             |              |
|                                                                                    | Château de La Trye                                        | Hermes                                | |                                                                                  |                             |              |
|                                                                                    | Château du Val-Profond                                    | Avilly-Saint-Léonard                  | | XIXe siècle                                                                      |                             |              |
|                                                                                    | Château de Valgenceuse                                    | Senlis                                | Classé MH (1942) · Inscrit MH (1992, 2016) · Notice no PA00114886                                          | XVIIIe siècle, parc visitable périodiquement                                     |                             |              |
|                                                                                    | Château du Vallalet                                       | Fouilloy                              | | XVIIIe siècle                                                                    |                             |              |
|                                                                                    | Château de Vallière                                       | Mortefontaine                         | Inscrit MH (1975) · Notice no PA00114762                                                                   | 1894                                                                             |                             |              |
|                                                                                    | Château de Vaudancourt                                    | Vaudancourt                           | | vers 1638                                                                        |                             |              |
|                                                                                    | Château du Vaumain                                        | Le Vaumain                            | |                                                                                  |                             |              |
|                                                                                    | Château de Vaux                                           | Cambronne-lès-Clermont                | Notice no IA60001257                                                                                       | après 1870                                                                       |                             |              |
|                                                                                    | Château de Venette                                        | Venette                               | | 1858, divisé en appartements                                                     |                             |              |
|                                                                                    | Château de Verderonne                                     | Verderonne                            | Classé MH (1984) · Inscrit MH (1984, 2008) · Notice no PA00114946 · Notice no IA60001548                   | XVIe siècle, chambres d'hôtes et lieu de séminaires et réceptions                |                             |              |
| Ruine ou disparu                                                                   | Château de Verneuil-en-Halatte                            | Verneuil-en-Halatte                   | | XVIe siècle                                                                      |                             |              |
|                                                                                    | Château de Versigny                                       | Versigny                              | Inscrit MH (1930, 2009) · Notice no PA00114950                                                             | 1640 à 1690, parc visitable périodiquement                                       |                             |              |
|                                                                                    | Donjon de Vez                                             | Vez                                   | Classé MH (1904) · Notice no PA00114952 · Notice no IA60001234 · Jardin remarquable · Notice no JAR0000185 | 1360, visitable                                                                  |                             |              |
|                                                                                    | Château de Ville                                          | Ville                                 | |                                                                                  |                             |              |
|                                                                                    | Château de Villers-Saint-Paul                             | Villers-Saint-Paul                    | Inscrit MH (1929) · Notice no PA00114960                                                                   | vers fin XVIIIe siècle, rasé en 1970                                             |                             |              |
|                                                                                    | Château de Villers-sous-Saint-Leu                         | Villers-sous-Saint-Leu                | Inscrit MH (1966) · Notice no PA00114963 · Notice no IA60001534                                            | XVIIe siècle, mairie                                                             |                             |              |
|                                                                                    | Château de Villers-sur-Thère                              | Allonne                               | | hôtel                                                                            |                             |              |
|                                                                                    | Château de Villette                                       | Pont-Sainte-Maxence                   | | 1903                                                                             |                             |              |
|                                                                                    | Château de Villotran                                      | Villotran                             | | XVIIIe siècle                                                                    |                             |              |